# マリー・アデライード・ド・フランス
マリー・アデライード・ド・フランス（Marie Adélaïde de France, 1732年3月23日 - 1800年2月27日）は、フランス国王ルイ15世と王妃マリー・レクザンスカの四女。「メダム」と呼ばれた王女姉妹の筆頭格であった。

## 生涯

### 少女時代

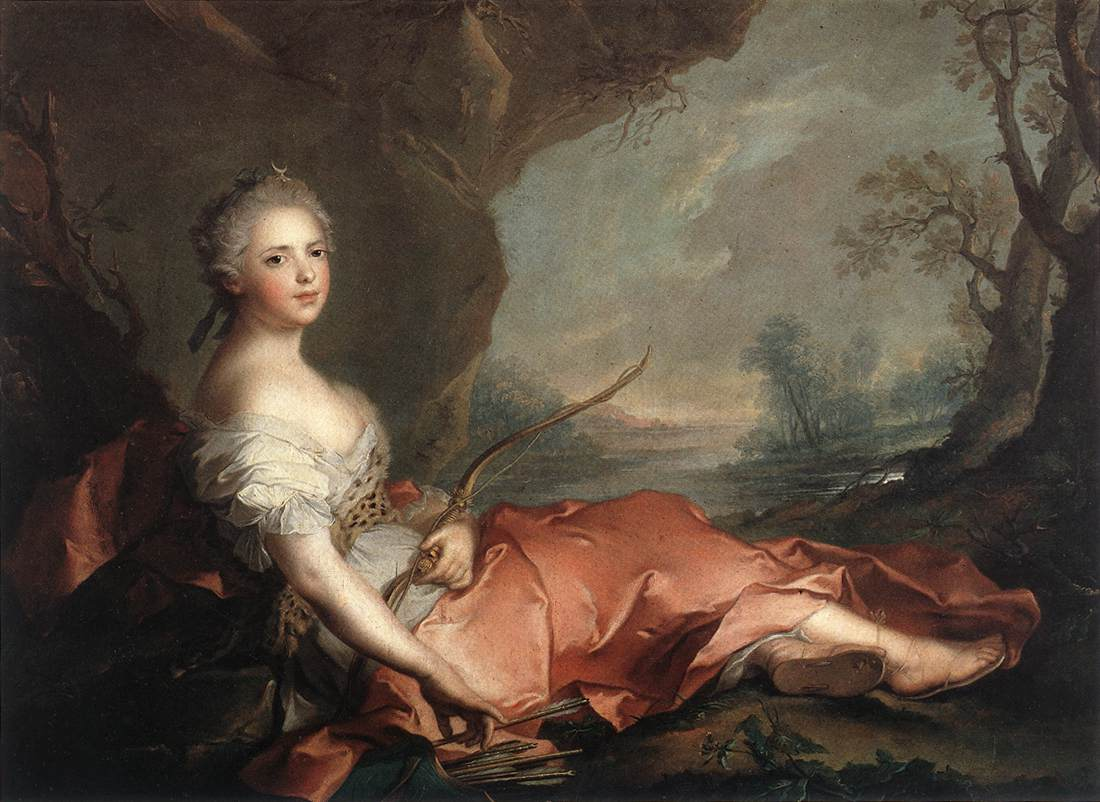
女神ディアーナに扮した少女時代のアデライード（ジャン＝マルク・ナティエ画、1745年）

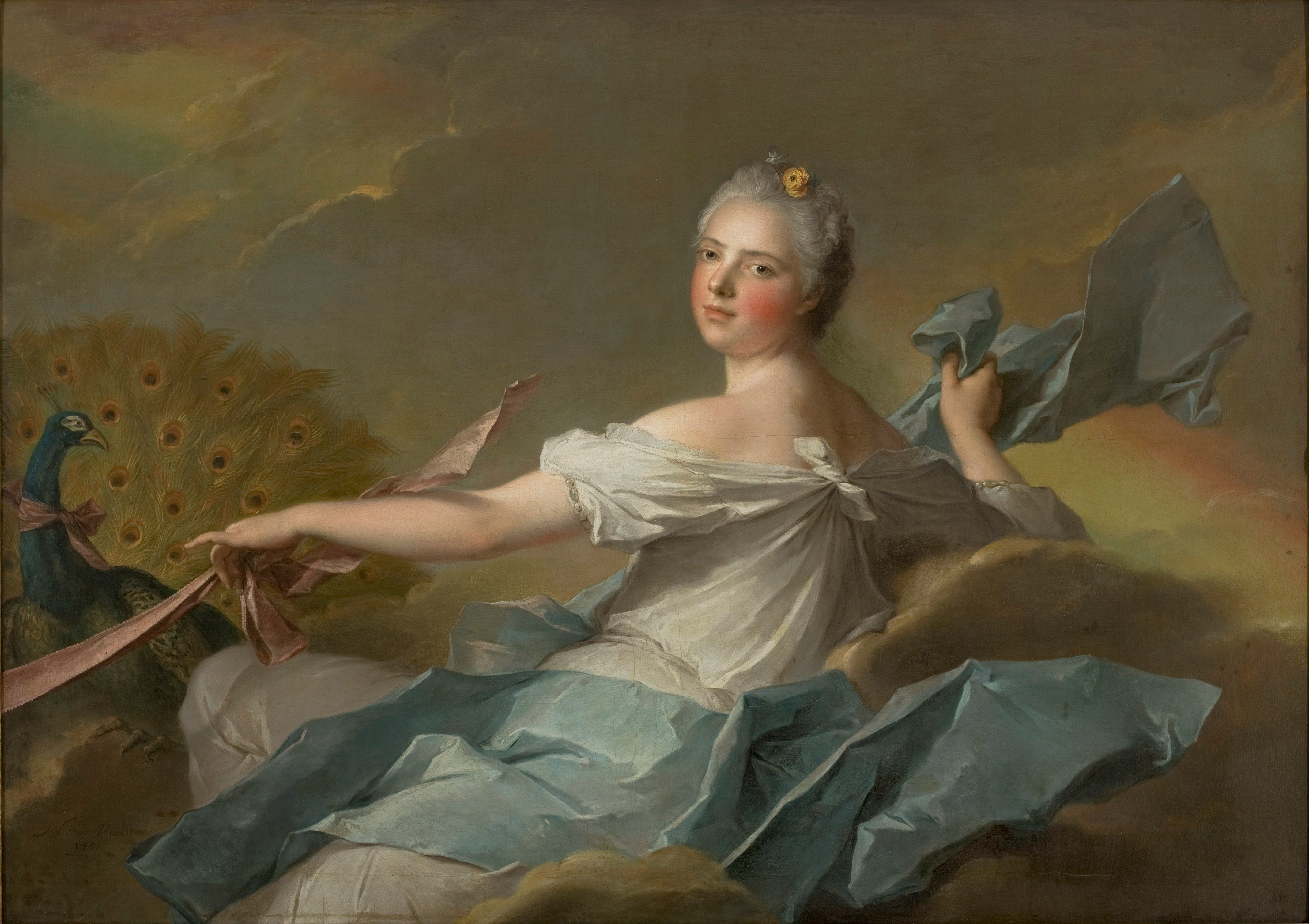
アデライード

アデライードはヴェルサイユ宮殿で誕生した。当初は「第四マダム」と呼ばれていたが、姉のマリー・ルイーズが夭折したため「第三マダム」と呼ばれ、最終的には「マダム・アデライード」に落ち着いた。
1737年、彼女は妹たちと共にフルーリー枢機卿によってフォントヴロー修道院に入れさせられそうになったが、母・マリー・レグザンスカ王妃が示唆して、5歳のアデライードはルイ15世に哀願したため入らずに済んだ。彼女は姉妹の中で最もお転婆だったと言われている。彼女は姉のアンリエット・アンヌと共に育てられ、英語とイタリア語をイタリアの喜劇作家ゴルドーニから教わった。 
若い頃は驚くほど美しかったと言われ、父親を含めて誰をも魅了した。コンティ公ルイ・フランソワ・ジョゼフや、ザクセン公子クサーヴァーなどとの結婚話があったのにもかかわらず、彼女は自分に相応の身分の君主と結婚することを希望したので、結局婚期を逃してしまった。彼女の趣味は、読書と角笛を吹くこととナプキン・リングを作ることだった。ルイ15世はアデライードに「ぼろ」「ぞうきん」などのあだ名をつけていた。
長姉のルイーズ・エリザベートはパルマ公フィリッポに嫁ぎ、次姉のアンリエットは25歳の若さで亡くなったので、勝気なアデライードは妹のヴィクトワール、ソフィー、ルイーズ・マリーのリーダー的存在となった。なおルイーズ・マリーは、途中でカルメル修道会に入り、ヴェルサイユを離れている。ルイーズ・マリーの修道院入りは突然だったので、ルイーズ・マリーがヴェルサイユを去ったことを知らされて、アデライードは駆け落ちをしたと勘違いし、「誰と一緒に?」と言ったというエピソードがある。

### 愛妾たちとの争い
アデライードは、父ルイ15世の寵愛を受けていたポンパドゥール夫人に対して、幼い頃から激しい反感を持っていたが、賢明なポンパドゥール夫人は王妃に色々と気を遣っており、王妃との仲は悪くはなかったので、アデライードたちには対抗する術がなかった。 
1764年のポンパドゥール夫人の没後の数年間、アデライードがヴェルサイユの政治を取りしきったこともあったが、ルイ15世の新たな愛妾デュ・バリー夫人が1769年に宮廷に上がったため、姉妹たちは共同戦線を張って夫人に対抗した。これにデュ・バリー夫人はすっかり気が滅入り、ルイ15世に何度も泣きついた結果、ルイ15世は娘たちを次第にうるさがるようになった。

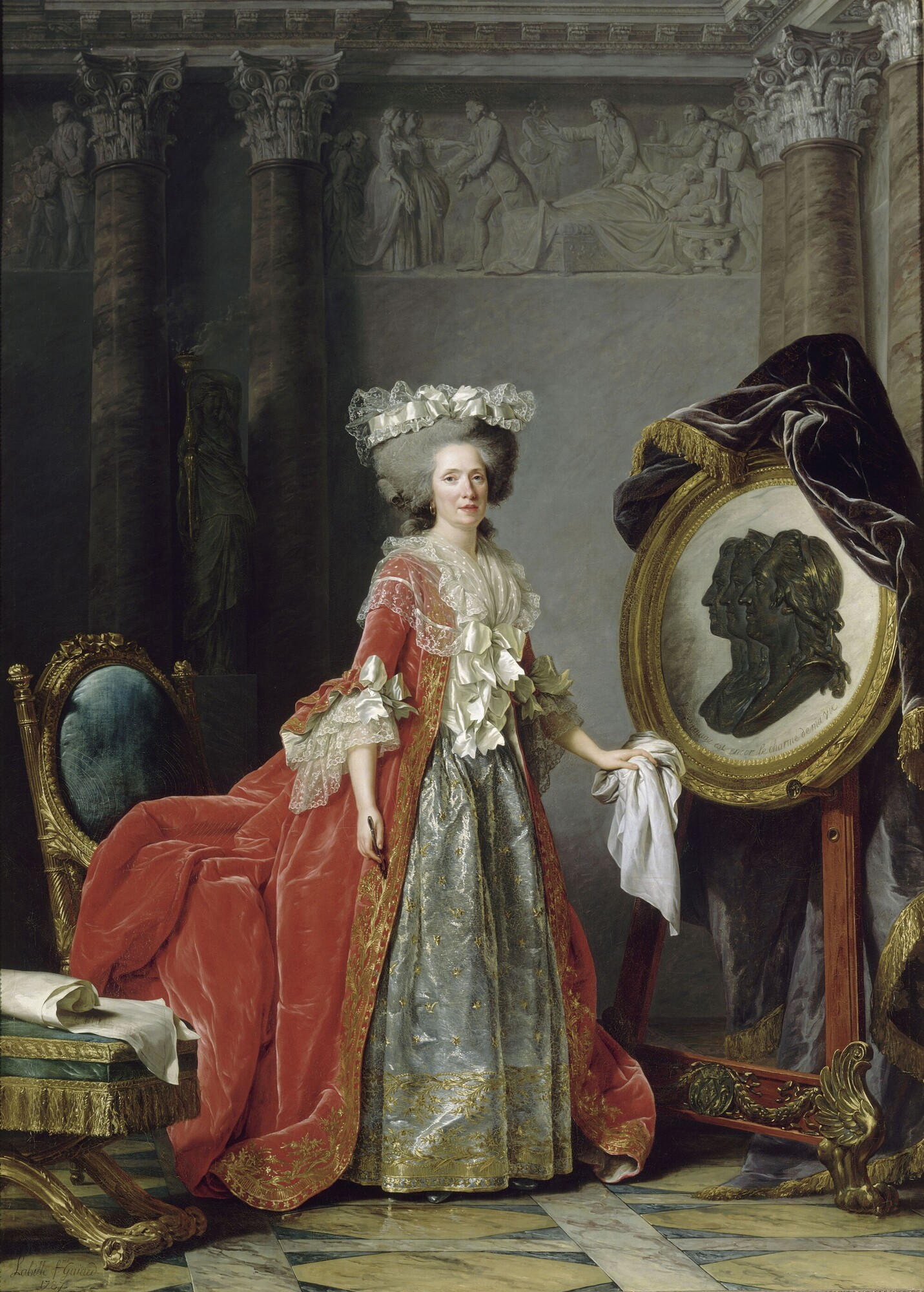
アデライード（ラビーユ＝ギアール画、ヴェルサイユ宮殿所蔵）

その後、ルイ15世とデュ・バリー夫人はオーストリアとの同盟を望み、王太孫ルイ（のちのルイ16世）とオーストリア女大公マリア・テレジアの末娘マリー・アントワネット大公女の結婚を画策したが、アデライードを筆頭とする王女たちはデュ・バリー夫人が親オーストリア的態度を取るのに対抗して、この結婚に強硬に反対した。 
1770年に結婚が行われると、アデライードはマリー・アントワネットを自分の味方に引き入れ、マリー・アントワネットにデュ・バリー夫人を無視させた。
この行動にルイ15世は激怒し、ますます娘たちを疎ましく思うようになった。1771年7月には、マリー・アントワネットが母マリア・テレジアの忠告に従い、社交の集いの最中にデュ・バリー夫人に声をかけようとしたのにもかかわらず、声をかける一瞬前にアデライードが突如マリー・アントワネットの前に走り出て、「さあ時間でございます! ヴィクトワールの部屋に行って、国王陛下をお待ちしましょう!」と言い放ち、皆が唖然とする中でマリー・アントワネットを引っ張って退場したと言われている。なお、マリー・アントワネットは翌1772年の元日にデュ・バリー夫人に話しかけることになる。
アデライードについては、オーストリア大使メルシー伯爵が以下のように証言している。
「アデライード様とソフィー様は、マリー・アントワネット様のお心に、ヴィクトワール様を疎む気持ちを吹きこもうと努めている」
「アデライード様がアントワネット様に教えた全ての知識のうち、アントワネット様に有害でないものは一つもない」。
アデライードは、ルイ15世とフランソワーズ・ド・シャリューの間にできた庶子のナルボンヌ公爵を養育したと伝えられている。 

### ベルヴュ城時代
1774年5月、ルイ15世が天然痘に罹患すると、アデライード、ヴィクトワール、ソフィーたちは、献身的に父親を看護した。 5月10日にルイ15世が死去すると、新王ルイ16世と新王妃マリー・アントワネットの影に隠れて、たちまちアデライードたちは忘れ去られた存在になってしまった。 
アデライードはルイ16世に助言を求められ、モールパ伯爵を起用するように進言したが、これはあまりよい選択とはいえなかった。 
アデライードはずっとルイ15世のそばにいたため天然痘に感染し、しばらく床に伏せったが、幸いに回復した。1779年10月6日、ルイ16世は叔母たちにムードンのベルヴュ城を与え、以後革命まで、3人の姉妹はベルヴュで生活することとなる。1782年にソフィーが亡くなった後は、アデライードとヴィクトワールの2人になる。 
マリー・アントワネット王妃の人気が落ちると、にわかにベルヴュ城は人でにぎわうようになった。王妃によって解任されたりないがしろにされている宮廷の老貴族たちは、アデライードとヴィクトワールのもとに集った。ベルヴュから、王妃に関する悪質な噂がヴェルサイユ、果てはフランス中に発信され、王妃の評判はますます低下していったという。

### 亡命生活
1789年にフランス革命が勃発し、国王一家がパリに移されると、アデライードとヴィクトワールは再び国王一家と交流するようになり、テュイルリー宮殿にも出入りすることがあったようである。
教会に対する革命的法令が出されたあと、敬虔なカトリックであるアデライードとヴィクトワールは1791年2月19日、ローマに向けて亡命を試みた。途中、モレーとアルネェ・ル・デュクで革命政府に2度拘束されたが、議会の特別許可で国境を越えることができた。2人は自身の姪にあたるルイ16世の妹、サルデーニャ王太子妃クロティルド（夫はカルロ・エマヌエーレ4世）をトリノに訪ね、1791年4月16日にローマに到着、教皇ピウス6世の庇護を受けた。
1793年に甥ルイ16世が処刑され、父ルイ15世の遺体がサン＝ドニ大聖堂から引きずり出され、同年にかつての宿敵デュ・バリー夫人が処刑され、1794年にはマリー・アントワネット王妃と姪のエリザベートが処刑された。アデライード達はローマでなす術もなくこれらの悲報に接した。
拡大する革命フランスの脅威を恐れて、1796年に姉妹はマリー・アントワネットの姉マリア・カロリーネが王妃となったナポリ王国の首都ナポリへと移った。彼女らは次いで1799年にコルフ島に移住し、最終的にトリエステに落ち着くこととなった。当地でヴィクトワールは乳癌のために亡くなった。アデライードはローマにあったフランスのエミグレ（亡命貴族）協会に入っていたが、1800年2月27日、トリエステで亡くなった。67歳であった。
アデライードとヴィクトワールの遺体は王政復古後にルイ18世によって故国フランスに戻され、サン＝ドニ大聖堂に埋葬された。

## フィクションにおける描写
池田理代子の『ベルサイユのばら』では、妹のヴィクトワール、ソフィーとともにベルサイユ宮廷での反デュ・バリー夫人一派の筆頭で、王太子ルイ・オギュストに輿入れしたハプスブルク帝国のマリア・テレジア女帝の皇女、マリー・アントワネット王太子妃にデュ・バリー夫人の悪口を入れ知恵し、王太子妃を後ろ盾に権勢を振るった王女として描かれている。